# Не така, брат!
„Не така, брат!“ е български уеб и тв. сериал, продуциран и разпространяван от 7Talents. Сюжетът на сериала проследява живота на отличника Мишо (Мино Караджов), който се е посветил на науката, но няма никакъв опит в любовта. Главен съветник в живота му е брат му Дидо (Иван Тишев), който вместо да му помага, редовно го забърква в комични ситуации, заради съветите, които му дава.
„Не така, брат!“ има реализирани четири регулярни и един специален сезон, които имат над 34 милиона гледания в онлайн платформите и 150 000 онлайн фена.
Сериалът е отличен с награда „Златен чадър“ за най-добър уеб сериал от международния фестивал Mediamixx 2017 в Солун. Саундтракът на сериала, песента на Nadia „Само Теб“ влезе в Топ 10 на някои от българските радиостанции. По сериала има издадена и книга – „Дневникът на Мишо“.

## Сезони
| Сезон | Сезон | Подзаглавие      | Епизоди | Ден и час на публикуване  | Премиера         | Финал            |
| ----- | ----- | ---------------- | ------- | ------------------------- | ---------------- | ---------------- |
|       | 1     | Не така брат 1   | 12      | Сряда 16:00 часа          | 13 април 2016    | 22 юни 2016 г.   |
|       | 2     | Не така брат 2   | 20      | Сряда и събота 16:00 часа | 27 юли 2016      | 1 октомври 2016  |
|       | 3     | Големият взрив   | 10      | Сряда 16:00 часа          | 2 ноември 2016   | 28 декември 2016 |
|       | 4     | Целувки по ноти  | 20      | Сряда 16:00 часа          | 1 март 2017      | 12 юли 2017      |
|       | 5     | Смяна на местата | 20      | Сряда 16:00 часа          | 6 септември 2017 | 20 декември 2017 |
|       | 6     | Краят на играта  | 12      | Сряда 16:00 часа          | 14 март 2018     | 19 май 2018      |

## Актьорски състав
- Мино Караджов – в ролята на Мишо
- Иван Тишев – в ролята на Дидо
- Надежда Петрова – в ролята на Беатрис
- Ана-Мария Янакиева – в ролята на Блага
- Михаела Велкова – в ролята на Ива
- Йоанна-Изабелла Върбанова – в ролята на Виктория
- Антоанета Добрева – Нети – в ролята на г-жа Велева
- Александър Георгиев – в ролята на г-н Дочев
- Кристиян Танев – Чарли – в ролята на Кънчоу

## Излъчване
Премиерата на сериала е на 13 април 2016 година, като епизодите се публикуват първо във Vbox7.com – всяка сряда в 16:00 часа. През 2018 г. „Не така, брат“ започва да се излъчва всяка неделя от 16 ч. в ефира на Кино Нова.

## Епизоди
| Епизод | Премиера   | Сюжет |
| ------ | ---------- | --- |
| 1      | 13.04.2016 | Запознайте се с Мишо – младеж посветил се на науката, но без опит в любовта. Той е влюбен в момиче от неговото училище – Виктория. След съвет от брат му – Дидо, той се опитва да заговори Вики, но се получава единствено комичен провал.                                                                        |
| 2      | 13.04.2016 | Мишо създава план за действие и краде якето на Вики, за да ѝ даде неговото, създавайки си причина да я изпрати до вкъщи. Тя обаче има други планове и Мишо остава сам в зимния следобед само по розовото яке на Виктория.                                                                                         |
| 3      | 20.04.2016 | Дидо води новата си приятелка Беатрис вкъщи. Мишо получава съвет да бъде „лошо момче“, но опитвайки се да впечатли Вики бива заловен в престъпление от Дочев – учителят по физическо. |
| 4      | 27.04.2016 | Вики разбира, че Мишо е брат на готиния Дидо, но той лъже, че Мишо е тежко болен, което причинява неговото странно държание. От състрадание Вики е на сантиметри от това да целуне Мишо, но Беатрис разкрива лъжата, а Мишо получава шамар.                                                                       |
| 5      | 04.05.2016 | Дидо разбира, че няма да е лесно да се отърве от Беатрис, затова иска помощ от Мишо. Той разговаря с Беатрис, но тя разбира обратното – че Дидо я обича, което отново поставя Мишо в комична ситуация. |
| 6      | 11.05.2016 | След провала в миналия епизод, Дидо кара Мишо да прозвъни на всичките му бивши, за да им каже да не го търсят на номера му. Това дава идея на Мишо да си създаде виртуална приятелка – Петя. Ситуацията обаче започва да излиза извън контрол, след като „тя“ започва да си пише с Беатрис, а тя я харесва много. |
| 7      | 18.05.2016 | Дидо прави купон вкъщи, на който е и Виктория. Пияна, тя влиза в стаята на Мишо и заспива в краката му. Той се опитва да я целуне, но отново получава шамар от Вики. Разкрива пред нея, че Петя е фалшива, което още повече ядосва Вики.                                                                          |
| 8      | 25.05.2016 | Учителката по математика кара Вики да отиде у Мишо за помощ с домашното. Заплеснат по красотата ѝ, той я залива с вода. Търсейки кърпа репетира многократно какво да каже, което дава време на Дидо да помогне на полуголата Вики.                                                                                |
| 9      | 01.06.2016 | Мишо получава бележка от Вики, с която тя го кани да се срещнат. Бележката обаче се оказва, че е била от Беатрис за Вики, а Мишо вече е изпратил отговор на Вики. Взима телефона ѝ и трие съобщението. Прибирайки се вкъщи обаче разбира, че Дидо е разпратил отговора до всички свои приятели.                   |
| 10     | 08.06.2016 | Дидо създава план, за да помогне на Мишо. Вика свой приятел с цел да ограбят Вики, а след това Мишо да спаси вещите ѝ. Всичко минава по план, освен че Мишо получава круше от Дидо, след като го обижда по време на „кражбата“. Мишо връща телефона на Вики, но тогава се разбира, че той се е счупил.            |
| 11     | 15.06.2016 | Мишо решава да тренира, а Дидо му дава „хранителни добавки“, който прах всъщност е пръст и пясък. В училище Мишо получава проблеми от добавките на Дидо. В тоалетната дочува разговор на Вики, в който тя говори на Пернишки диалект и така разкрива, че тя не е от София.                                        |
| 12     | 22.06.2016 | Вики кани Мишо на парти, заради това, че той знае за тайната ѝ. В таксито Вики получава емоционална подкрепа от Мишо и разкрива на част от чувствата си. След като слизат от таксито, тя нарича Мишо своят „най-добър приятел“.                                                                                   |